# Badminton-Mannschaftsasienmeisterschaft 2025
Bei der Badminton-Mannschaftsasienmeisterschaft 2025 wurden die asiatischen Mannschaftstitelträger bei den gemischten Teams ermittelt. Die Titelkämpfe fanden vom 11. bis zum 16. Februar 2025 in Qingdao statt.

## Medaillengewinner
| Disziplin | Gold | Silber | Bronze |
| --------- | --- | --- | --- |
| Team      | Indonesien Alwi Farhan Dejan Ferdinansyah Muhammad Shohibul Fikri Rahmat Hidayat Yohanes Saut Marcellyno Daniel Marthin Yeremia Erich Yoche Jacob Rambitan Rinov Rivaldy Komang Ayu Cahya Dewi Lisa Ayu Kusumawati Lanny Tria Mayasari Meilysa Trias Puspitasari Siti Fadia Silva Ramadhanti Rachel Allessya Rose Putri Kusuma Wardani | Volksrepublik China Chen Xujun Gao Jiaxuan Guo Rohan Hu Zhean Huang Di Li Hongyi Liu Yang Zhu Xuanchen Bao Lijing Chen Qingchen Chen Yufei Keng Shuliang Li Huazhou Wang Tingge Wu Mengying Xu Wenjing | Japan Hiroki Midorikawa Kenya Mitsuhashi Hiroki Nishi Kenta Nishimoto Takumi Nomura Hiroki Okamura Yuichi Shimogami Yushi Tanaka Arisa Igarashi Rin Iwanaga Tomoka Miyazaki Kie Nakanishi Natsu Saito Ayako Sakuramoto Akari Sato Kaoru Sugiyama                                                                                                  |
| Team      | Indonesien Alwi Farhan Dejan Ferdinansyah Muhammad Shohibul Fikri Rahmat Hidayat Yohanes Saut Marcellyno Daniel Marthin Yeremia Erich Yoche Jacob Rambitan Rinov Rivaldy Komang Ayu Cahya Dewi Lisa Ayu Kusumawati Lanny Tria Mayasari Meilysa Trias Puspitasari Siti Fadia Silva Ramadhanti Rachel Allessya Rose Putri Kusuma Wardani | Volksrepublik China Chen Xujun Gao Jiaxuan Guo Rohan Hu Zhean Huang Di Li Hongyi Liu Yang Zhu Xuanchen Bao Lijing Chen Qingchen Chen Yufei Keng Shuliang Li Huazhou Wang Tingge Wu Mengying Xu Wenjing | Thailand Supak Jomkoh Peeratchai Sukphun Pakkapon Teeraratsakul Panitchaphon Teeraratsakul Chaloempon Charoenkitamorn Ratchapol Makkasasithorn Worrapol Thongsa-Nga Wongsup Wongsup-in Benyapa Aimsaard Nuntakarn Aimsaard Pornpawee Chochuwong Busanan Ongbumrungpan Sapsiree Taerattanachai Laksika Kanlaha Nattamon Laisuan Phataimas Muenwong |

## Gruppenphase

### Gruppe A
| Platz | Team                | Pld | W | L | MF | MA | MD | GF | GA | GD | PF  | PA  | PD  | Pts | Qualifikation |
| ----- | ------------------- | --- | - | - | -- | -- | -- | -- | -- | -- | --- | --- | --- | --- | ------------- |
| 1     | Volksrepublik China | 2   | 2 | 0 | 6  | 4  | +2 | 15 | 9  | +6 | 454 | 372 | +82 | 2   | Q             |
| 2     | Chinesisch Taipeh   | 2   | 1 | 1 | 6  | 4  | +2 | 14 | 11 | +3 | 450 | 437 | +13 | 1   | Q             |
| 3     | Singapur            | 2   | 0 | 2 | 3  | 7  | −4 | 7  | 16 | −9 | 352 | 447 | −95 | 0   |               |

### Gruppe B
| Platz | Team       | Pld | W | L | MF | MA | MD | GF | GA | GD | PF  | PA  | PD  | Pts | Qualifikation |
| ----- | ---------- | --- | - | - | -- | -- | -- | -- | -- | -- | --- | --- | --- | --- | ------------- |
| 1     | Indonesien | 2   | 2 | 0 | 8  | 2  | +6 | 18 | 9  | +9 | 546 | 456 | +90 | 2   | Q             |
| 2     | Hongkong   | 2   | 1 | 1 | 3  | 7  | −4 | 9  | 15 | −6 | 408 | 466 | −58 | 1   | Q             |
| 3     | Malaysia   | 2   | 0 | 2 | 4  | 6  | −2 | 11 | 14 | −3 | 450 | 482 | −32 | 0   |               |

### Gruppe C
| Platz | Team       | Pld | W | L | MF | MA | MD  | GF | GA | GD  | PF  | PA  | PD   | Pts | Qualifikation |
| ----- | ---------- | --- | - | - | -- | -- | --- | -- | -- | --- | --- | --- | ---- | --- | ------------- |
| 1     | Japan      | 2   | 2 | 0 | 8  | 2  | +6  | 17 | 5  | +12 | 434 | 282 | +152 | 2   | Q             |
| 2     | Thailand   | 2   | 1 | 1 | 7  | 3  | +4  | 15 | 7  | +8  | 422 | 298 | +124 | 1   | Q             |
| 3     | Kasachstan | 2   | 0 | 2 | 0  | 10 | −10 | 0  | 20 | −20 | 144 | 420 | −276 | 0   |               |

### Gruppe D
| Platz | Team     | Pld | W | L | MF | MA | MD  | GF | GA | GD  | PF  | PA  | PD   | Pts | Qualifikation |
| ----- | -------- | --- | - | - | -- | -- | --- | -- | -- | --- | --- | --- | ---- | --- | ------------- |
| 1     | Südkorea | 2   | 2 | 0 | 8  | 2  | +6  | 18 | 5  | +13 | 457 | 329 | +128 | 2   | Q             |
| 2     | Indien   | 2   | 1 | 1 | 7  | 3  | +4  | 15 | 8  | +7  | 434 | 357 | +77  | 1   | Q             |
| 3     | Macau    | 2   | 0 | 2 | 0  | 10 | −10 | 0  | 20 | −20 | 215 | 420 | −205 | 0   |               |